# Михайлов, Александр Сергеевич
Михайлов Александр Сергеевич — председатель Совета городского округа город Салават Республики Башкортостан (2008—2012), заслуженный учитель Российской Федерации, педагог.

## Биография
Родился 17 марта 1955 года в городе Салавате.
В 1981 году окончил Уфимский нефтяной институт по специальности «инженер по автоматизации».
Трудовую деятельность начал в 1975 году на комбинате «Салаватнефтеоргсинтез» прибористом завода карбамид.
С 1983 по 1989 годы работал преподавателем электротехнических дисциплин в Салаватском индустриальном техникуме. В 1989 году назначен заместителем директора по учебной работе.
С 1994 года возглавил индустриальный техникум. В должности директора ФГОУ СПО «Салаватский индустриальный колледж» работает и по сей день.
Трижды избирался депутатом Совета городского округа город Салават.
C 2008 по 2012 работал главой городского округа город Салават — председателем Совета городского округа город Салават Республики Башкортостан. 
С 2012 года председатель комиссия по социально-гуманитарным вопросам, охране правопорядка в Салаватском городском Совете .
Секретарь Политсовета городской организации ВПП «Единая Россия».
Обвиняемый по делу о превышении должностных полномочий.

## Награды
За выдающиеся заслуги в системе образования Михайлову А. С. присвоены почётные звания: «Почётный работник среднего профессионального образования», «Почётный работник топливно-энергетического комплекса», «Заслуженный Учитель Республики Башкортостан», «Заслуженный Учитель Российской Федерации».
За значительный вклад в развитие местного самоуправления и активную общественно-политическую деятельность награждении Почётной грамотой Государственного Собрания — Курултая Республики Башкортостан.